# Ставищенська селищна територіальна громада
Ставищенська селищна територіальна громада — територіальна громада в Україні, в Білоцерківському районі Київської області. Адміністративний центр — селище Ставище.
Площа громади — 674,31 км², населення — 21 394 особи (2020).
Утворена 12 червня 2020 року шляхом об'єднання всіх селищних і сільських рад Ставищенського району.

## Населені пункти
У складі громади 1 селище (Ставище) і 29 сіл:
- Антонівка
- Бесідка
- Богатирка
- Брилівка
- Василиха
- Веселе
- Винарівка
- Вишківське
- Гейсиха
- Гостра Могила
- Григорівська Слобода
- Журавлиха
- Іванівка
- Красилівка
- Кривець
- Любча
- Полковниче
- Попружна
- Розкішна
- Розумниця
- Сніжки
- Станіславчик
- Стрижавка
- Сухий Яр
- Торчицький Степок
- Торчиця
- Червоне
- Юрківка
- Ясенівка

## Старостинські округи
- №1 Антонівка, Брилівка
- №2 Гейсиха, Попружна
- №3 Станіславчик, Красилівка
- №4 Бесідка, Розумниця
- №5 Розкішна
- №6 Винарівка, Вишківське, Сніжки, Юрківка, Торчицький Степок
- №7 Стрижавка, Сухий Яр, Червоне, Григорівська Слобода
- №8 Кривець, Василиха, Торчиця
- №9 Іванівка, Богатира
- №10 Гостра Могила, Любча
- №11 Полковниче, Ясенівка, Журавлиха